# نادي الصقر (اليمن)
نادي الصقر الرياضي الثقافي هو نادي رياضي ثقافي واجتماعي يمني مقره مدينة تعز. أنشئ في عام 1969.
يمتلك النادي ملعب رئيسي لكرة القدم معشب بالعشب الصناعي استاد أبو ولد يتسع لأكثر من خمسة ألف مشجع بالإضافة إلى ملعب رديف سيتم زراعته بالعشب الصناعي خلال المرحلة القادمة بالإضافة إلى ملعب خاص لفئة البراعم، كما لديه صالة مغلقة خاصة بالألعاب الظلية بالنادي وتستضيف العديد من البطولات والأنشطة الرياضية التي تقام في المحافظة، كما لنادي الصقر أيضًا العديد من الملاعب المكشوفة وهي ملعب لكرة السلة وملعب لكرة الطائرة وملعب لتنس الميدان بالإضافة إلى صالة خاصة بالتأهيل البدني «الجمانيزيوم» بالإضافة إلى عيادة طبية وسكن خاص بلاعبي الفريق بالإضافة إلى العديد من المشاريع الاستثمارية منها عدد من المحلات التجارية والمتنفسات الترفيهية المتمثلة بالحديقة الخاصة بملاهي الأطفال والحديقة العامة. كما أن هناك العديد من المشاريع التي تنوي الإدارة القيام بها المرحلة القادمة أهمها مشروع المسبح الأولمبي وبناء صالة للأفراح بالإضافة إلى عدة مشاريع أخرى.
- أحرز نادي الصقر لكرة القدم لقب الدوري في ثلاث مرات 2005/2006 و2009/2010 و2013/2014 وكذلك نال مركز الوصيف 2005 والمركز الثالث 2007 و2009 والمركز الرابع 2008 كما حقق لقب كأس الجمهورية مرة واحدة موسم 2013/2014 بالإضافة إلى كأس الوحدة مرتين 2007/2008 و2009/2010 ومركز الوصيف 2007 وكذلك بطولة كأس السوبر 2010 وبطولة أندية الدرجة الثانية موسم 2011/2012 بالإضافة إن الصقر يولي اهتمامًا كبير لقطاع الناشئين والشباب.
- أما في لعبة الكرة الطائرة فقد توّج بطل الدوري العام للكرة الطائرة ثلاثة مواسم متتالية 2011/2012 و2012/2013 و2013/2014 وكذلك نال لقب كأس الجمهورية مرتين 2008/2009 و2013/2014 وتوّج بطلًا لبطولة كأس الوحدة اليمنية 2009/2010 بالإضافة أنه حل وصيفًا لبطل الدوري لأربعة مواسم متتالية.
- وفي لعبة كرة اليد فاز ببطولة الجمهورية لثمانية مواسم متتالية من 2007 إلى 2014 كما حقق بطولة كأس الجمهورية 2009 وبطولة الجمهورية للكرة الشاطئية 2008 بالإضافة أنه بطل الجمهورية في الناشئين لموسمين متتالين 2007 و2009 وحقق المركز الثالث في فئة الشباب 2008.
- وفي لعبة تنس الطاولة حقق بطولة الجمهورية للعمومي وبطولة كأس الجمهورية للزوجي والفرقي بالإضافة إلى بطولة النخبة كما جاء في المركز الثالث في البطولة العربية عام 2010.
- كما يولي النادي اهتمامه أيضًا في الألعاب القتالية والفردية.
- كما إن النادي يهتم بالجانب الثقافي حيث يمتلك مكتبة كبيرة تضم فيها الكثير من الكتب الثقافية والعلمية في كافة الجوانب بالإضافة أن النادي يقيم نشاط ثقافي بشكل دائم وكذلك تقام العديد من الأعمال المسرحية ضمن النشاط الثقافي بالنادي بالإضافة إلى إصدار صحيفة خاصة رسمية صادرة من إدارة النادي.

## تاريخ نشأة النادي
فترة التأسيس الأولى 1969 :

كانت في العام 1969م وذلك بدمج فريقين الأول كان يسمى «شباب القصر» ويضم جميع طلبة القسم الداخلي ومقره دار النصر وهو مقر الإمام احمد يحيى حميد الدين والذي حولته الحكومة بعد قيام ثورة 26 سبتمبر 1962م إلى سكناً خاصاً بطلبة القسم الداخلي ويقع في حارة المتوكل بالمدينة القديمة.
الثاني وكان يسمى «النصر» والذي كان يضم الشباب من أبناء المدينة القديمة أو ما يسمى بميدان «الشبكة». ولأن الفريقين كانا قريبين من بعضهما ويقعان في حي واحد ومنطقة واحدة فقد راودت الفكرة القائمين على الفريقين بتأسيس نادي رياضي رسمي معترفاً من قبل المجلس الأعلى لرعاية الشباب حينها، يكون لهذا النادي اسم واحد وقد تم الاتفاق على إطلاق اسم «الصقر» على النادي الجديد.
في بداية التأسيس كان شعار النادي الأزرق والأحمر الغامق وهو نفس شعار نادي «برشلونة الأسباني».
حصل النادي على الاعتراف الرسمي في تاريخ 21 أكتوبر 1969م.
وبالتالي أصبح النادي ضمن أندية تعز المعترف بها والموجودة في ذلك الوقت وهي: أهلي تعز – الطليعة - الصحة – السلام – التعاون.
من أبرز لاعبي أول فريقي كروي للنادي بعد حصوله على الاعتراف الرسمي المدرب واللاعب /عبد الله عتيق وصلاح المصري – وعبد الله يحيى عبد الجليل ومحمد سعيد علي صالح وعبد الله سعيد عبد الله ويحيى خازندار والحارس عبده إبراهيم باشا ومحمد غالب شمسان وأمين محمد علي النجار وعبد الغني عبد الجليل باشا وعبد الله عبد الكريم المحيا (سبيعة) وصالح عبد الله صبار. والشهيد/محمد عبد الكريم المجاهد الذي استشهد في 29 سبتمبر 1970م بانفجار لغم أرضي في منطقة حزيز أثناء عودته من صنعاء في اليوم التالي لمبارة منتخب اليمن مع المنتخب الليبي.
- توقف نشاط النادي في العام 1971م وذلك بعد أحداث مؤسفة كان للحكم دور فيها أثناء مباراة لفريق الصقر مع فريق الصحة، وجاء بعدها قرار دمج الأندية لتبقى أندية الأهلي – الطليعة – الصحة واختفت أندية الصقر – السلام – التعاون – واستمر هذا الوضع حتى عام 1974م.

فترة التأسيس الثانية 1974 :
وكانت مع بداية العام 1973م وذلك عندما التقى مجموعة من شباب المدينة القديمة وبدؤوا بإعادة مزاولة نشاطهم الرياضي وذلك بعد أن طرأت فكرة إنشاء فريق للكرة الطائرة.
خلال مزاولة الشباب للعبة الكرة الطائرة طرح موضوع إعادة تأسيس نادي الصقر الرياضي من جديد، وكان صاحب المقترح عبد اللطيف محمد علي عثمان. تم الاتفاق على عقد اجتماع الغرض منه الاتفاق على الإجراءات الواجب اتخاذها لإعادة تأسيس وإشهار النادي من جديد وتم تكليف الأخوين أمين محمد على النجار وعلى حمود العديني لوضع ميزانية تقديرية وإعداد جدول أعمال الاجتماع.
حضر الاجتماع عدد (65 فرداً) تم تسميتهم بالهيئة التأسيسية وتم تقدير الميزانية بمبلغ خمسمائة ريال (500 ريال) كما تم تشكيل لجنة لإيجاد مقر مناسب ولجمع التبرعات واستقطاب اللاعبين لجميع الألعاب. في الاجتماع الذي حضره نحو (120) فرداً تم اختيار هيئة إدارية جديدة مؤقتة لمدة ثلاثة أشهر تكون أبرز مهمة له اتخاذ الخطوات الكفيلة بإعادة تأسيس النادي من جديد وبالفعل حصل النادي على الاعتراف في العام 1974م.

## مشاركات الفريق في البطولات المحلية لكرة القدم
مشاركات نادي الصقر في كافة البطولات المحلية منذ الوحدة اليمنية في مايو 1990
| الموسم  | دوري الدرجة الأولى                              | كأس الجمهورية  | كأس الوحدة | كأس السوبر | دوري الدرجة الثانية    |
| ------- | ----------------------------------------------- | -------------- | ---------- | ---------- | ---------------------- |
| 91-1990 | السابع - المجموعة الثانية                       | لم تقم         | لم تقم     | لم تقم     | لم تقم                 |
| 92-1991 | يشارك في الدرجة الثانية                         | لم تقم         | لم تقم     | لم تقم     | غير معلوم؟             |
| 94-1993 | يشارك في الدرجة الثانية                         | لم تقم         | لم تقم     | لم تقم     | غير معلوم؟             |
| 95-1994 | يشارك في الدرجة الثانية                         | لم تقم         | لم تقم     | لم تقم     | غير معلوم؟             |
| 96-1995 | لم تقم                                          | غير معلوم؟     | لم تقم     | لم تقم     | لم تقم                 |
| 97-1996 | يشارك في الدرجة الثانية                         | لم تقم         | لم تقم     | لم تقم     | غير معلوم؟             |
| 98-1997 | يشارك في الدرجة الثانية                         | غير معلوم؟     | لم تقم     | لم تقم     | البطل                  |
| 99-1998 | التاسع                                          | لم تقم         | لم تقم     | لم تقم     | يشارك في الدرجة الأولى |
| 00-1999 | الثالث - المجموعة الثانية                       | ربع النهائي    | لم تقم     | لم تقم     | يشارك في الدرجة الأولى |
| 01-2000 | السابع                                          | غير معلوم؟     | لم تقم     | لم تقم     | يشارك في الدرجة الأولى |
| 02-2001 | التاسع                                          | غير معلوم؟     | لم تقم     | لم تقم     | يشارك في الدرجة الأولى |
| 03-2002 | السابع                                          | الدور التمهيدي | لم تقم     | لم تقم     | يشارك في الدرجة الأولى |
| 04-2003 | الثامن                                          | دور الـ 16     | لم تقم     | لم تقم     | يشارك في الدرجة الأولى |
| 05-2004 | الوصيف                                          | ربع النهائي    | لم تقم     | لم تقم     | يشارك في الدرجة الأولى |
| 06-2005 | البطل                                           | دور الـ 16     | لم تقم     | لم تقم     | يشارك في الدرجة الأولى |
| 07-2006 | الثالث                                          | ربع النهائي    | الوصيف     | لم يشارك   | يشارك في الدرجة الأولى |
| 08-2007 | الرابع                                          | دور الـ 16     | البطل      | لم يشارك   | يشارك في الدرجة الأولى |
| 09-2008 | الثالث                                          | نصف النهائي    | دور الـ 32 | لم يشارك   | يشارك في الدرجة الأولى |
| 10-2009 | البطل                                           | دور الـ 16     | البطل      | البطل      | يشارك في الدرجة الأولى |
| 11-2010 | إنسحب من الدوري، تم تهبيطة لدوري الدرجة الثانية | لم تقم         | لم تستكمل  | لم يشارك   | يشارك في الدرجة الأولى |
| 12-2011 | يشارك في الدرجة الثانية                         | دور الـ 32     | لم تقم     | لم يشارك   | البطل                  |
| 13-2012 | الثالث                                          | لم تقم         | لم تقم     | لم يشارك   | يشارك في الدرجة الأولى |
| 14-2013 | البطل                                           | البطل          | لم تقم     | الوصيف     | يشارك في الدرجة الأولى |
| 15-2014 |                                                 |                |            |            | يشارك في الدرجة الأولى |

## المشاركات الخارجية لفريق كرة القدم
1 - مشاركات نادي الصقر في بطولة كأس الاتحاد الأسيوي

كأس الاتحاد الأسيوي 2007 - احتل المركز الرابع في المجموعة الأولى بعد تعادلين وأربع خسائر

كأس الاتحاد الأسيوي 2011 - احتل المركز الرابع في المجموعة الثانية بعد تعادل وخمس خسائر

## التشكيل الحالي لفريق كرة القدم
ملاحظة: تشير الأعلام إلى المنتخب الوطني على النحو المحدد في قواعد الأهلية للفيفا. قد يحمل اللاعبون أكثر من جنسية واحدة غير تابعة للفيفا.
| الرقم | البلد | المركز | اللاعب                  |
| ----- | ----- | ------ | ----------------------- |
| 1     | اليمن | حارس   | جاعم ناصر أحمد          |
| 22    | اليمن | حارس   | سعود عبد الله السوادي   |
| 31    | اليمن | حارس   | علي محمد مسعود          |
| 2     | اليمن | مدافع  | معتز أحمد قائد          |
| 3     | اليمن | مدافع  | محمد فؤاد عمر           |
| 4     | اليمن | مدافع  | علي ناصر الأنسي         |
| 5     | اليمن | مدافع  | سالم عبد الله مطران     |
| 6     | اليمن | مدافع  | محمد فتحي العبسي        |
| 11    | اليمن | مدافع  | وسيم عبد الدائم المقطري |
| 14    | اليمن | مدافع  | زاهر علي يحيى صالح      |
| 33    | اليمن | مدافع  | محمد فيصل الجمال        |
| 44    | اليمن | مدافع  | باسم سعيد العاقل        |

| الرقم | البلد | المركز | اللاعب                  |
| ----- | ----- | ------ | ----------------------- |
| 7     | اليمن | وسط    | نجيب أحمد الحداد        |
| 10    | اليمن | وسط    | حسين أحمد حسين الغازي   |
| 12    | اليمن | وسط    | عبد الحميد عواس المقطري |
| 15    | اليمن | وسط    | أكرم حمود الورافي       |
| 18    | اليمن | وسط    | عصام صالح الورافي       |
| 90    | اليمن | وسط    | وليد محمد الحبيشي       |
| 8     | اليمن | مهاجم  | معاذ قائد المزجاجي      |
| 9     | اليمن | مهاجم  | محسن أحمد بابسير        |
| 19    | مصر   | مهاجم  | شعبان مصطفى النجار      |
| 20    | اليمن | مهاجم  | عماد منصور توفيق        |
| 21    | مصر   | مهاجم  | محمد عبد اللطيف عوض     |
| 22    | اليمن | مهاجم  | عقيل عبد الرحمن العطاس  |
| 99    | اليمن | مهاجم  | محسن محمد حسن قراوي     |

## إنجازات الفرق الرياضية الأخرى في النادي
- في الكرة الطائرة
- حقق بطولة الدوري العام لكرة الطائرة أعوام 2012 و2013 و2014
- حقق بطولة كأس الوحدة اليمنية عام 2010
- حقق بطولة كأس الجمهورية عام 2009
- المركز الثاني في بطولة الدوري أعوام 2008، 2009، 2010، 2011
- المركز الثاني في بطولة كأس الجمهورية موسم 2007/2008
- في كرة اليد
- حقق بطولة الجمهورية لأندية الدرجة الأولى لثمانية مواسم متتالية 2007 و2008 و2009 و2010 و2011 و2012 و2013 و2014
- حقق بطولة كأس الجمهورية 2008/2009
- في تنس الطاولة
- المركز الأول في بطولة النخبة لكرة الطاولة للموسم 2010.
- المركز الأول في بطولة كأس الجمهورية للفرقي والفردي 2010.
- المركز الثاني في بطولة كأس الجمهورية للزوجي 2010.
-المركز الثالث في البطولة العربية الـ22 لكرة الطاولة في لبنان 2010.
- المركز الثاني في بطولة الجمهورية للكبار موسم 2009/2010، 2010/2011.
- حقق بطولة الجمهورية لأندية الدرجة الأولى للكبار موسم 2008/2009.
- حقق بطولة كأس الجمهورية لفرقي والزوجي موسم 2008/2009.
- المركز الثاني في بطولة كأس الجمهورية للفردي موسم 2008/2009.
- حقق بطولة كأس النخبة العاشرة موسم 2008/2009.
الألعاب الأخرى
- نجح في تحقيق العديد من الميداليات الملونة والمراكز المتقدمة على مستوى الجمهورية في الألعاب الفردية والألعاب القتالية «الجودو، الكاراتيه، بناء الأجسام».

## وصلات خارجية
- الموقع الرسمي لنادي الصقر اليمني
- الصفحة الرسمية لنادي الصقر اليمني على تويتر
- القناة الرسمية لنادي الصقر اليمني على يوتيوب